# Asano Naganao
Asano Naganao (浅野長直?   1610 – 15 de septiembre de 1672) fue un daimio japonés del periodo Edo que gobernó el dominio de Kasama desde 1632 hasta 1645 y el dominio de Akō desde 1645, tras el despojamiento del dominio al clan Ikeda. Fue clasificado como tozama, y bajo su mandato Akō aumentó su tamaño hasta los 53 000 koku. Naganao fue el encargado de la construcción del castillo Akō.

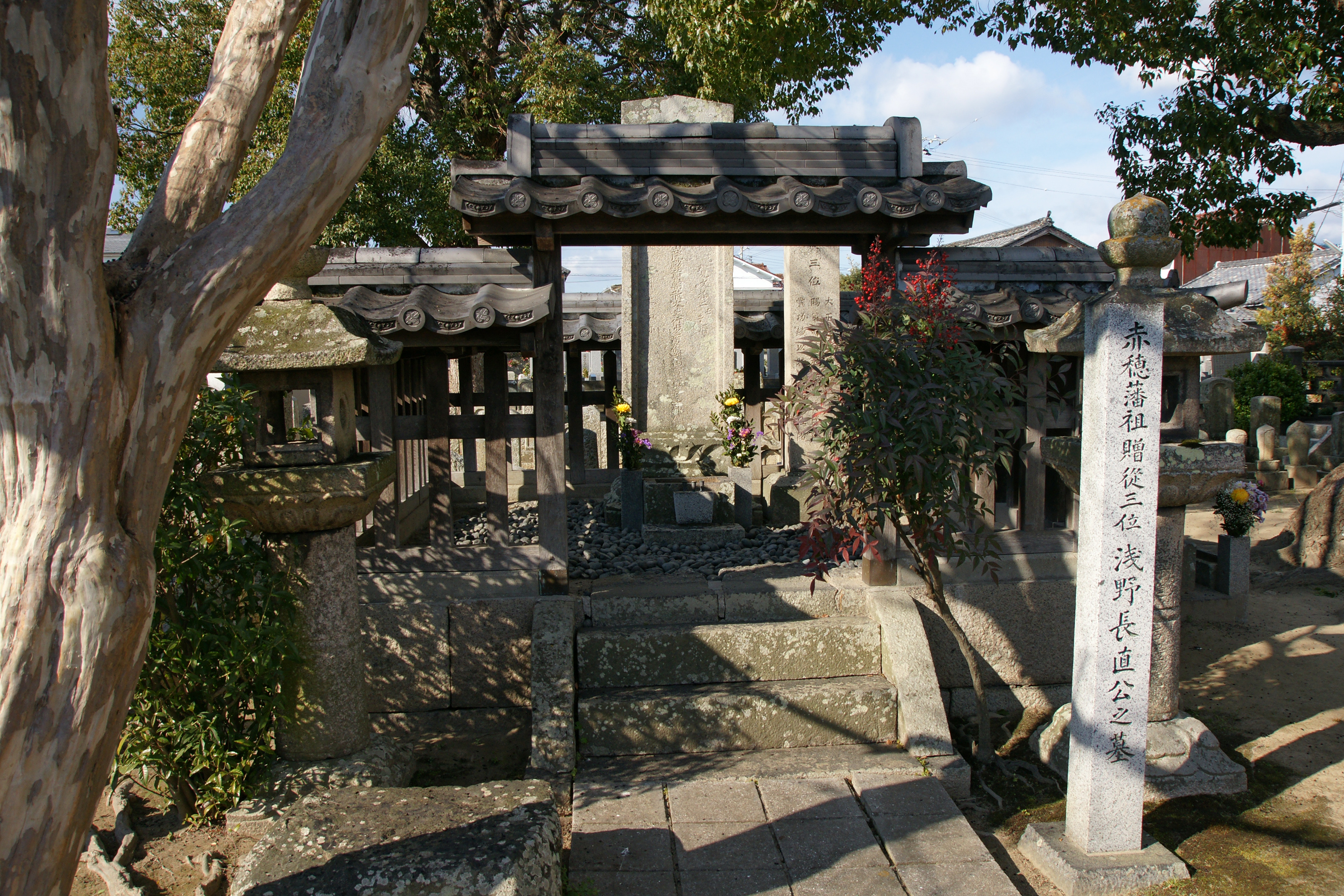
Tumba de Asano Naganao en Kagaku-ji, Akō.

En 1671 renunció como daimio de Akō, siendo sucedido por su hijo Nagatomo.
| Predecesor: Asano Nagashige | Daimio de Kasama 1632-1645 | Sucesor: Inoue Masatoshi |
| Predecesor: Ikeda Teruoki   | Daimio de Akō 1645-1671    | Sucesor: Asano Nagatomo  |

- Datos: Q2866309